# Аеродром Камау
Међународни аеродром Камау (Sân bay Cà Mau) је мали аеродром у јужном делу Вијетнама. Аеродром тренутно користи вијетнамска компанија VASCO са летом до Хо Ши Мина. Координате аеродома су: 105°10’46” E и 09°10’32” N.